# لايبنيتز
لايبنيتز (بالألمانية: Leibnitz) هي مدينة في ولاية شتايرمارك النمسا، تقع في جنوب مدينة غراتس النمساوية.

## أعلام
- توماس موستر